# 李晋熙
李 晋熙（り しんき、レジナルド・リー・チュンヘイ、英語: Reginald Lee Chun Hei、1994年1月25日 - ）は、香港の男子バドミントン選手。

## 経歴
ジュニア時代までは、伍家朗とのペアで男子ダブルスをメインでプレーしていた。2018年の世界ジュニア選手権で優勝している。
シニアレベルとなってからは、主に混合ダブルスに専念。
2014年のアジア選手権で、決勝で韓国ペアを破って金メダルを獲得した。
2017年の世界選手権では、第2シードの中国ペアを破って準決勝に進出し銅メダルを獲得した。